# L'Âge d'or (Ingres)
 (septembre 2022).
Si vous disposez d'ouvrages ou d'articles de référence ou si vous connaissez des sites web de qualité traitant du thème abordé ici, merci de compléter l'article en donnant les références utiles à sa vérifiabilité et en les liant à la section « Notes et références ».
Pour les articles homonymes, voir Âge d'or.
L'Âge d'or est une peinture à l'huile sur plâtre réalisée par le peintre français Jean-Auguste-Dominique Ingres, une réduction des peintures murales qu'il exécuta entre 1842 et 1847 environ pour le château de Dampierre. Elle est conservée  au Fogg Art Museum.

## Histoire
L'artiste fut appelé par le duc et philanthrope Honoré Théodoric d'Albert de Luynes pour réaliser des fresques qui ornaient la salle Minerve du château de Dampierre. Ingres passe une partie de l'année au château de 1843 à 1847 pour mener à bien les travaux, aidé de ses assistants Alexandre Desgoffe (auteur de la végétation) et Amédée Pichot. L'artiste a réalisé de nombreuses esquisses et de dessins préparatoires (il en existe au moins cinq cents), dont le célèbre dessin d'un homme et d'une femme se tenant la main, aujourd'hui au Fogg Art Museum de Cambridge, Massachusetts. Cette esquisse aurait plus tard inspiré un dessin de Paul Gauguin.
La forme en arc de la fresque fait référence aux fresques peintes par Raphaël pour les  chambres de Raphaël du palais du Vatican au début du XVIe siècle. Ingres décide d'adopter la technique de l'huile sur plâtre, à laquelle il n'était pas habitué, car très différente de la technique de l'huile sur toile qu'il adoptait souvent (et qui lui permettait de corriger plus facilement d'éventuelles erreurs). Au cours des étés 1843 et 1844, il fit beaucoup de progrès, mais lorsque le duc de Luynes vit l'œuvre pour la première fois en 1844, il fut choqué à la fois par la profusion de nus et par la lenteur de l'achèvement du tableau. Ingres a cessé de travailler sur l'œuvre vers 1847.

## Description
Le tableau représente l'Âge d'or, une époque ancienne de la mythologie romaine qui, après avoir été décrite par les anciens poètes grecs comme une utopie dans laquelle l'humanité a vécu, a été créée par les dieux, avant l'avènement de Zeus / Jupiter. Ingres décrit lui-même le cadre de l'œuvre dans une lettre du 20 juillet 1843 adressée à un de ses amis : « Quant à mon Âge d’Or, voici le court programme que j’ai imaginé : Un tas de beaux paresseux ! J’ai pris, hardiment, l’âge d’or, comme les anciens poètes l’ont imaginé. Les hommes de cette génération n’ont point connu la vieillesse. Ils vivraient longtemps et toujours beaux. Donc, point de vieillards. Ils étaient bons, justes et s’aimaient. Ils n’avaient d’autre nourriture que les fruits de la terre et l’eau des fontaines, du lait et du nectar. Ils vécurent ainsi et moururent en s’endormant ; après, ils devinrent de bons génies qui avaient soin des hommes. À la vérité, Astrée les visitait souvent et leur enseignait à aimer la Justice et à la pratiquer. Et ils l’aimaient aussi, et Saturne dans le ciel contemplait leur bonheur. »